# هانبوک

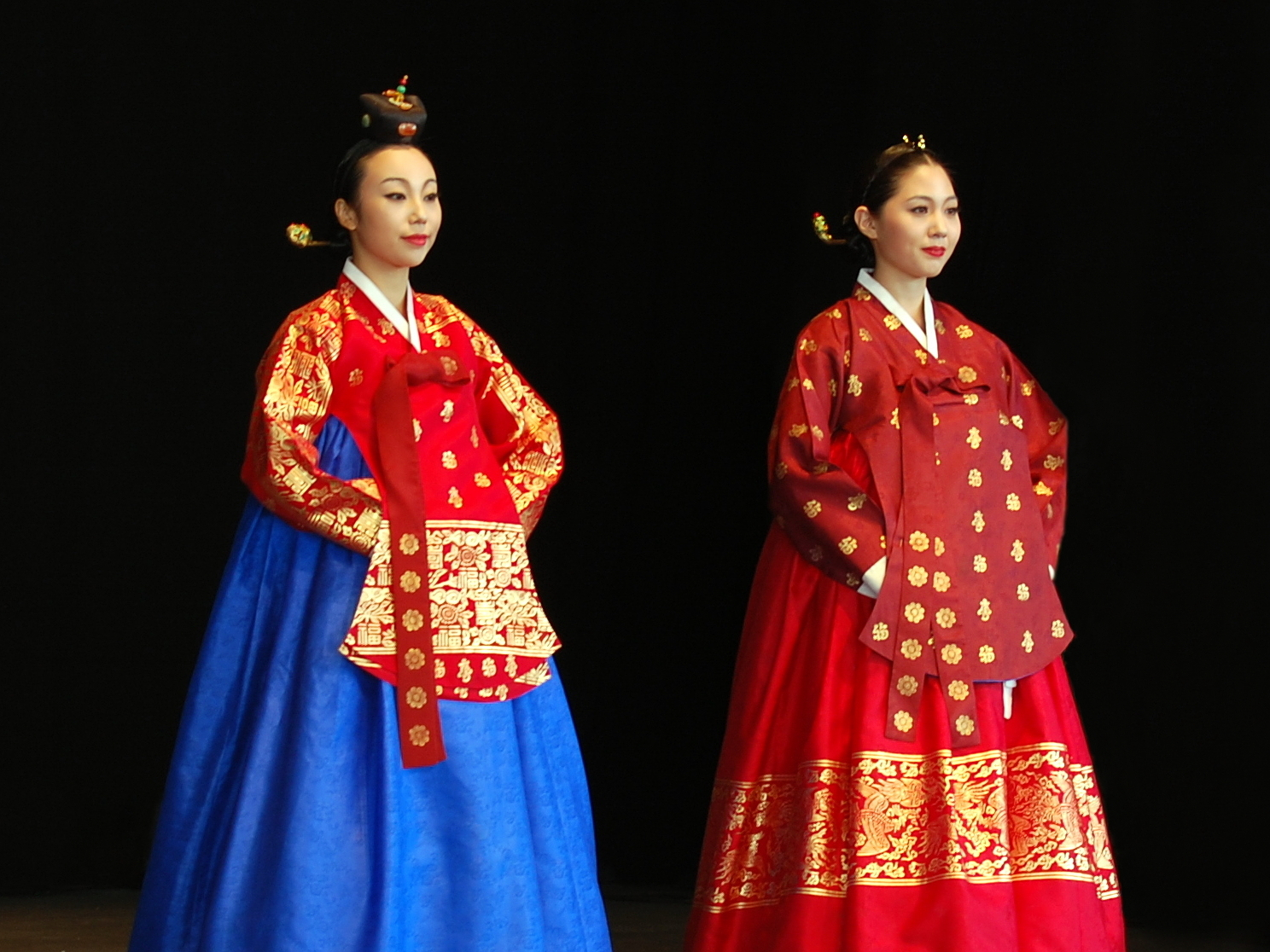
دو زن در لباس هانبوک

هانبوک (به کره‌ای: 한복) لباس سنتی کره‌ای است. این لباس‌ها از روی سبک خطوط ساده، رنگ آمیزی شاد و بدون جیب بودنشان تشخیص داده می‌شوند. اگرچه کلمه هانبوک به معنای لباس کره‌ای است، اما امروزه اشاره‌ای به نوع خاصی از لباس، متعلق به دودمان چوسان دارد و این لباس‌های در جشن‌ها یا جشنواره به‌طور رسمی یا نیمه رسمی مورد استفاده قرار می‌گیرند.
تمامی مدل‌های هانبوک ها از ترکیب خطوط مستقیم و کمی خمیده تشکیل می‌شود.هانبوک ها معمولا به رنگ های روشن و سرزنده تولید میشوند؛ با این تفسیر که هر رنگ بیانگر یک است:
قرمز (آتش)، آبی (چوب)، سیاه (آب)، و زرد (زمین)، سفید (فلز)

## انواع هانبوک

### جوگوری:
جوگوری عضو اصلی هانبوک می باشد که مورد استفاده هم زنان و هم مردان بود.جوگوری بازوها و بخش بالایی بدن را می پوشاند. شکل اساسی جوگوری بخش های مختلفی مانند گیل، گیت، دونگ جونگ، گوریوم و آستین ها را دارد.
گیل بخش بزرگی از لباس می باشد که در قسمت های جلویی و عقبی لباس، قرار میگیرد.
گیت نواری از جنس پارچه می باشد که، باعث زیبایی یقه می گردد.
دونگ جونگ، یقه سفید رنگ بود که در انتهای گیت قرار داشت و به شکل مربعی بود.
گوریوم رشته های کت هستند که باعث گره خوردن جوگوری می شوند.
جوگوری زنان گاهی شامل ککیوت دونگ(دکمه سر دست های رنگی که در انتهای آستین قرار دارد)نیز هست.

### چیما:
چیما به معنی ” دامن ” است. قسمت زیر دامنی یا لایه زیر پیراهنی زنانه، سوکچیما نام دارد. دامن های راه راه، چهل تکه، سه گوش از سلسله های چوسون و گوگوریو شناخته می شوند.
معمولا چیما به صورت مستطیلی که چین چین شده یا به صورت بند دامن جمع شده، تشکیل شده است.
سوکچیما تا اوایل قرن بیستم میلادی اکثرا به صورت رو دامنی دوخته می شد، تا اینکه بندهایی از جنس چرم اضافه شدند و بعدها به شکل جلیقه های بدون آستین توسعه یافتند.
در اواسط قرن بیستم میلادی، برخی از چیماهای بیرونی نیز به صورت جلیقه های بدون آستین در آمدند که در آن زمان توسط جوگوری پوشانده می شدند.

### باجی:
باجی همان بخش زیرین هانبوک مردانه می باشد. باجی در مقایسه با شلوارهای سبک غربی، به صورت تنگ دوخته نمی شود. طراحی گشاد به منظور دستیابی به لباسی که مناسب نشستن بر روی زمین باشد، انجام می شد.
امروزه واژه باجی در کره، برای همه انواع شلوار به کار می رود.
بندی دور کمر شلوار وجود داشت تا با گره خوردن بتواند آن را محکم نگه دارد. باجی می تواند با توجه به سبک لباس، روش دوخت و غیره به شکل شلوارهای بدون آستر، زیر شلوارهای ابریشمی و یا زیر شلوار های پشمی باشد.

### پو:
پو یا فو کلمه ای عمومی است که به معنی همان ردای یا پالتوی بیرونی است. پو سبکی عمومی از دوران سه پادشاهی کره تا اواخر سلسله چوسون بود.
دوروماگی نوعی از پو می باشد که برای محافظت در برابر سرما مورد استفاده قرار می گیرد. این لباس به عنوان ردای بیرونی بر روی جوگوری و باجی پوشیده می شد. این لباس جوماگویی، جوچاوی یا جواوی نیز نامیده می شود.

### جوککی ، ماگوجا:
جوککی نوعی جلیقه است درحالی که، ماگوجا یک ژاکت بیرونی می باشد. جوککی و ماگوجا در پایان سلسله چوسون به وجود آمدند اما، بلافاصله پس از اینکه فرهنگ غربی بر کره نفوذ کرد این لباس ها، به عنوان لباس سنتی نام گرفتند. هر کدام از این لباس ها، برای گرم نگه داشتن و گاهی اوقات برای مد روی جوگوری پوشیده می شدند. ماگوجا به علت گرم نگه داشتن و سهولت پوشیدن، در کره محبوب شده بود. این لباس دوت جوگوری یا ماگوه نیز نامیده می شود.
ماگوجا در اصل یک لباس مردانه بود ولی، بعدها به لباسی برای هر دو جنسیت تبدیل شد.ماگوجا مردانه دارای سوپ می باشد و درازتر از ماگوجا زنانه است.
ماگوجا از ابریشم درست می شد و با یک یا دو دکمه که اکثرا از جنس کهربا بودند، دوخته می شد.
دکمه ها در ماگوجا مردانه در سمت راست متصل می شد، اما در نوع زنانه در سمت چپ بود.
رنگ نوع زنانه اش به دلیل ایجاد تناسب با لباس های دیگر خاکستری بود.ماگوجا مردانه در بهار و تابستان رنگ های یشمی، سبز، خاکستری و خاکستری تیره داشت.

## نگارخانه

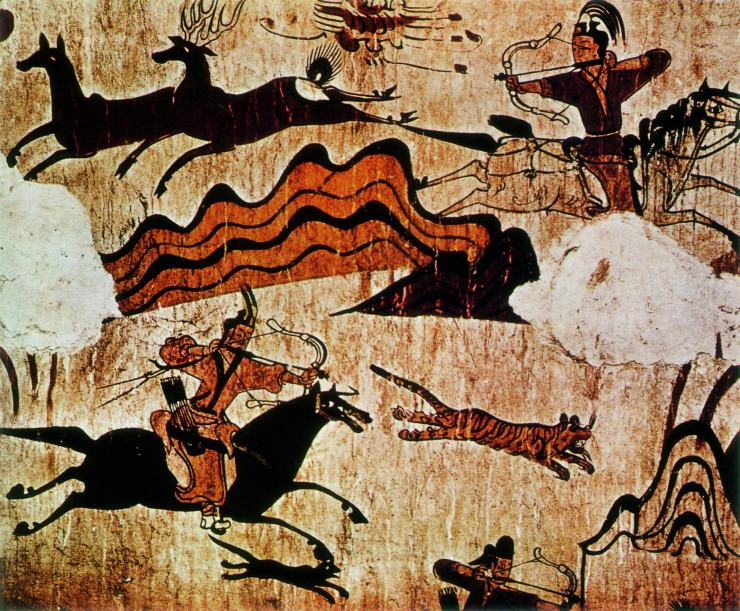
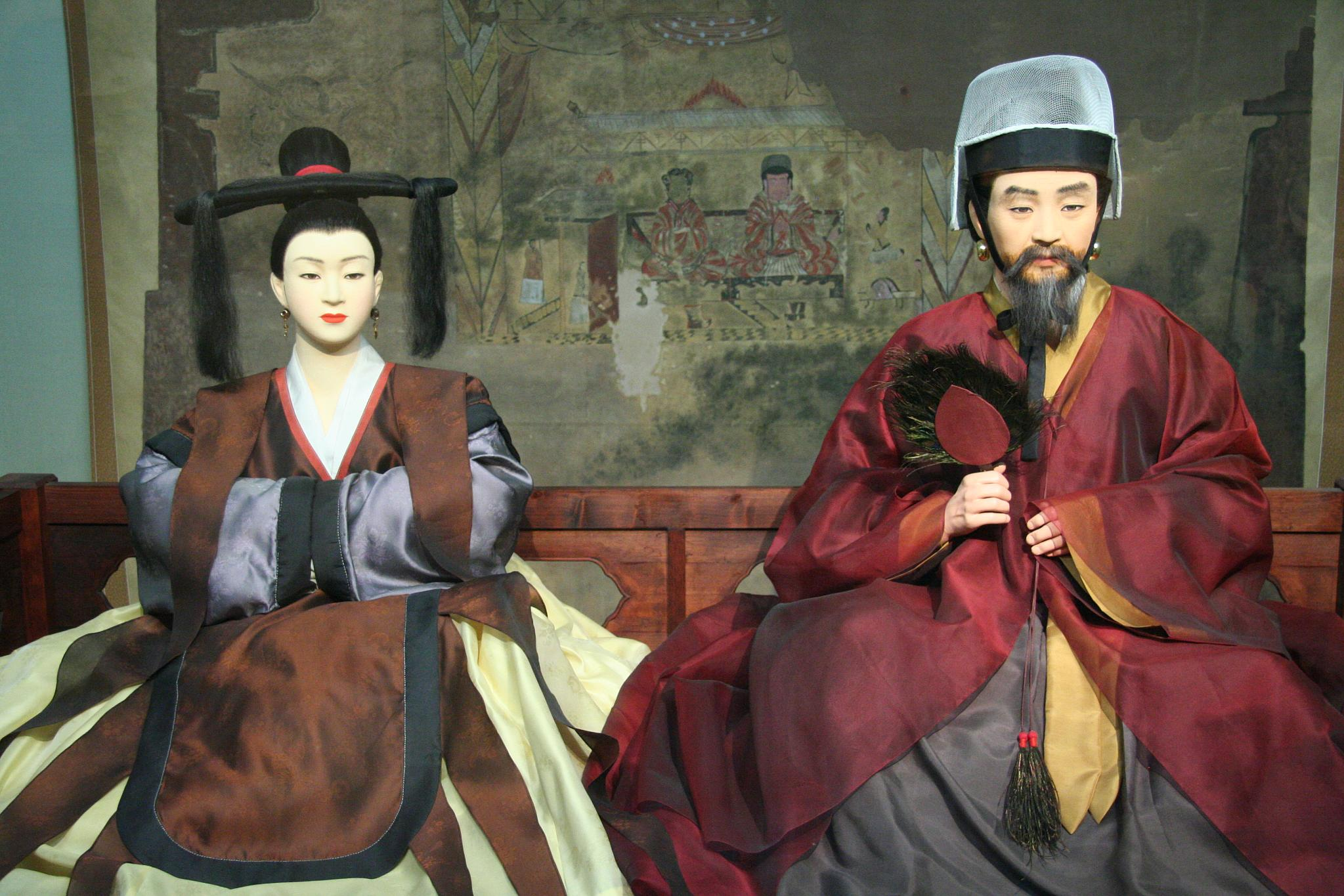
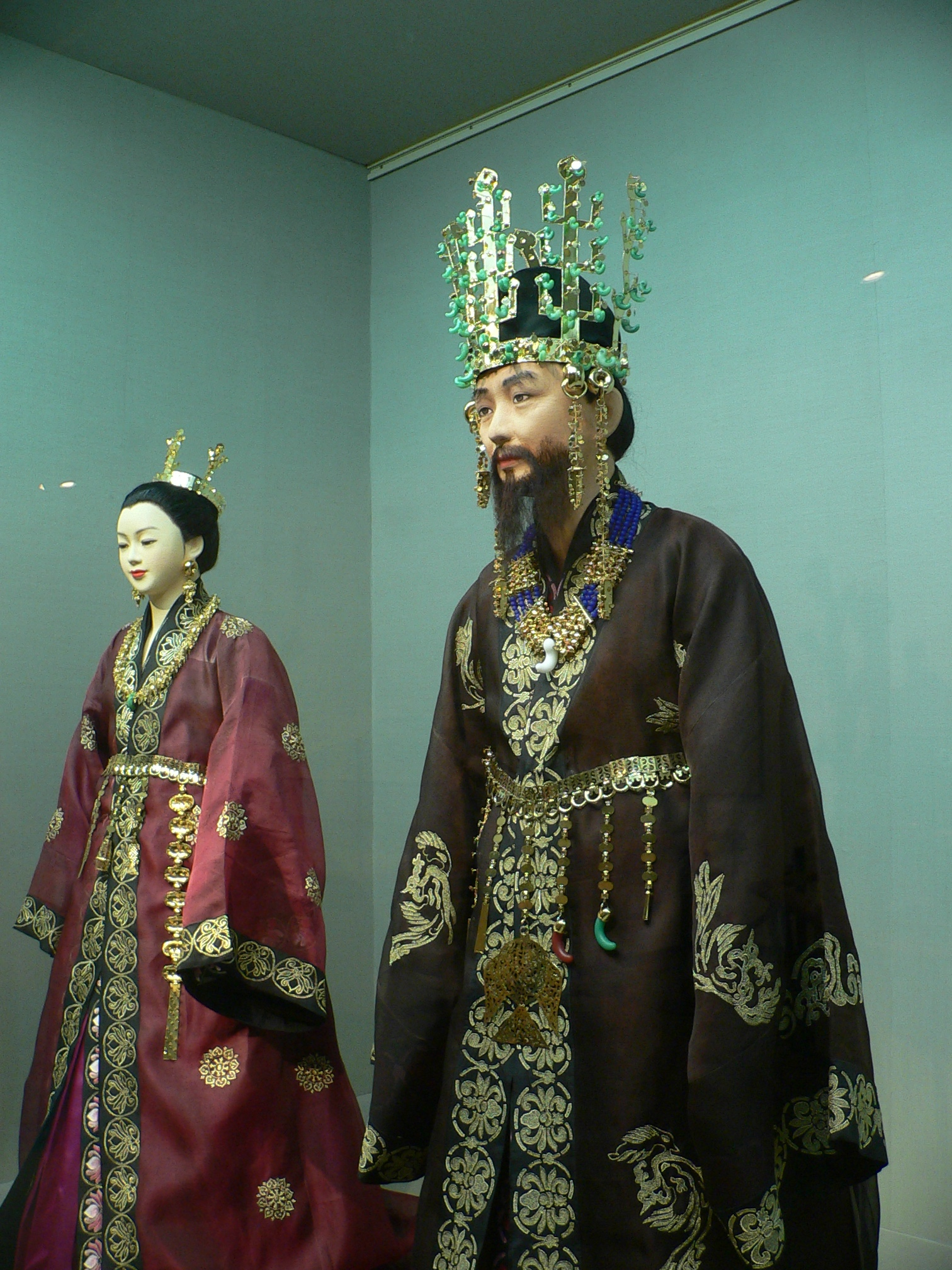
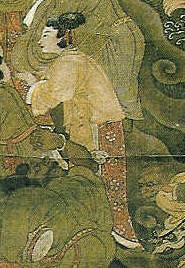